# Theridion plumipes
Theridion plumipes är en spindelart som beskrevs av Johan Coenraad van Hasselt 1882. Theridion plumipes ingår i släktet Theridion och familjen klotspindlar. Inga underarter finns listade i Catalogue of Life.